# 一氧化磷
一氧化磷是一种不稳定的自由基，化学式为PO，它是在太空监测到的少数几种含磷分子之一。在该自由基中，磷以双键与氧相连，磷有一个未成对的价电子。一氧化磷的P=O键的解离能为6.4 eV。